# Pangeo
Pangeo (gr. Δήμος Παγγαίου, Dimos Pangeu) – gmina w Grecji, w administracji zdecentralizowanej Macedonia-Tracja, w regionie Macedonia Wschodnia i Tracja, w jednostce regionalnej Kawala. W 2011 roku liczyła 32 085 mieszkańców. Powstała 1 stycznia 2011 roku w wyniku połączenia dotychczasowych gmin: Elefterupoli, Pangeo, Elefteron i Orfano. Siedzibą gminy jest Elefterupoli.
Dnia 26 maja 2011 roku Rada Gminy Rewal (pow. gryficki, woj. zachodniopomorskie) podjęła uchwałę o nawiązaniu współpracy samorządowej z gminą Pangeo.